# Nassarius cockburnensis
Nassarius cockburnensis is een slakkensoort uit de familie van de Nassariidae. De wetenschappelijke naam van de soort is voor het eerst geldig gepubliceerd in 2006 door Kool & Dekker.